# 多里斯-迪瓜尼扬伊斯
多里斯-迪瓜尼扬伊斯是巴西米纳斯吉拉斯州的一个市镇。总面积381.826平方公里，总人口5528人，人口密度14.5人/平方公里。